# Cours Belsunce
Pour les articles homonymes, voir Belsunce.
Le cours Belsunce est une voie située dans le 1er arrondissement de Marseille, entre la rue d’Aix et le cours Saint-Louis. Il est l'axe principal du quartier du même nom. C'est d'abord l'artère majeure de l'agrandissement de Marseille prescrit par Louis XIV, créée en 1670 sur les lices de la ville médiévale, et assurant l'articulation entre celle-ci et les nouveaux quartiers de la ville moderne. Cette grande place baroque, dont l’ordonnancement des façades est attribué à Pierre Puget, a été considérée comme l'une des plus belles d'Europe. Il n’en reste plus que quelques témoins dont l’hôtel Pesciolini, la Maison aux deux médaillons, et quelques éléments de modénature sur les façades de la rive est. Au XVIIe siècle et au XVIIIe siècle c’est le plus vaste espace public de la cité, lieu de promenade et de visibilité mondaine. Au cours du XIXe siècle il perd de son prestige et de son unité architecturale, et passe du statut de place publique à celui de voie de circulation. En 1891, après l’ouverture de la rue Colbert, dernière percée haussmannienne dans Marseille, une voie carrossable nord-sud prend place sur le terre-plein central. Puis, à partir de 1911, avec la démolition du quartier « derrière la Bourse » la plupart des immeubles de la rive ouest disparaissent. Un terrain vague va y subsister jusqu’à la construction entre 1955 et 1962 de l’ensemble immobilier dit des « Tours Labourdette » puis du Centre Bourse en 1973. En 2004 la bibliothèque de l’Alcazar ouvre ses portes sur la rive est. Le cours Belsunce, qui accueille dès 1892 une première ligne de tramway en direction du nord de la ville, est profondément transformé par l’arrivée d’une nouvelle ligne de tram mise en service en 2007. L’axe historique de circulation automobile disparaît, hormis une voie de service sud-nord, au bénéfice d’une quasi piétonisation de l’espace. 

## Situation et accès
Il relie la rue de Rome et le cours Saint-louis à la rue d'Aix. C'est l'axe principal du quartier du même nom. Il a été considéré comme une des plus belles places de l'Europe baroque dont il ne reste plus que quelques vestiges.

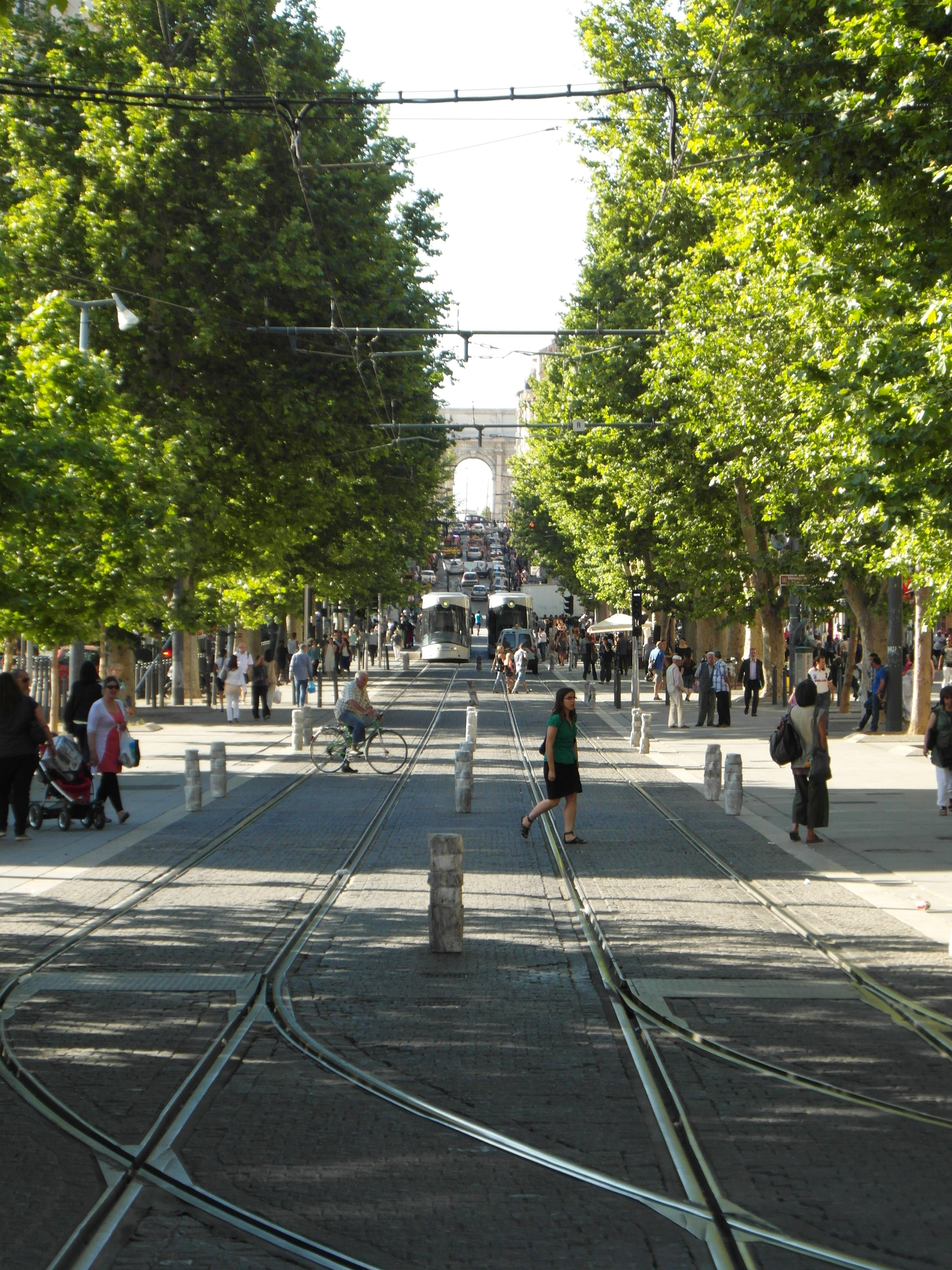
Tramway sur le cours en 2012

Le cours Belsunce est traversé par la ligne 2 Arenc Le Silo-La Blancarde  du tramway, mise en service le 30 juin 2007, et par la ligne 3 Arenc Le Silo-Castellane, mise en service le 30 mai 2015. Il est desservi par la station Belsunce-Alcazar.
La station de bus Canebière-Bourse du réseau de bus de Marseille, terminus des lignes de bus desservant le nord de l’agglomération, jouxte le cours.

## Origine du nom
Le cours se nomme d’abord « Cours Saint-Hommebon », la congrégation de Saint-Hommebon y étant implantée  à l’emplacement de l’actuelle bibliothèque de l’Alcazar, puis simplement « Le Cours » ou « Le Grand Cours ». Au milieu du XIXe siècle cette dénomination persiste encore : selon Augustin Fabre Fabre, historien et alors conseiller municipal marseillais : « Le Cours de cette ville, qui existait depuis près de deux siècles, n'avait jamais eu d'autre appellation et personne ne pouvait se tromper. C'était le Cours et cela disait tout ».  
Dans un contexte politique marqué par la réaction à la Révolution républicaine de 1848 le Conseil municipal entreprend d’honorer François-Xavier de Belsunce de Castelmoron, l'évêque de Marseille qui s'est distingué lors de la grande peste de Marseille en 1720. Il décide de lui ériger une statue sur le cours, à l'endroit où celui-ci a célébré une messe expiatoire le 1er novembre 1720 puis, par un vote du 2 août 1852, de donner son nom au cours. 
Le cours s'est aussi nommé « Cours des Phocéens » pendant la Révolution, et de façon éphémère en 1870 « Cours de la Fédération ».

## Historique

### L'origine du cours

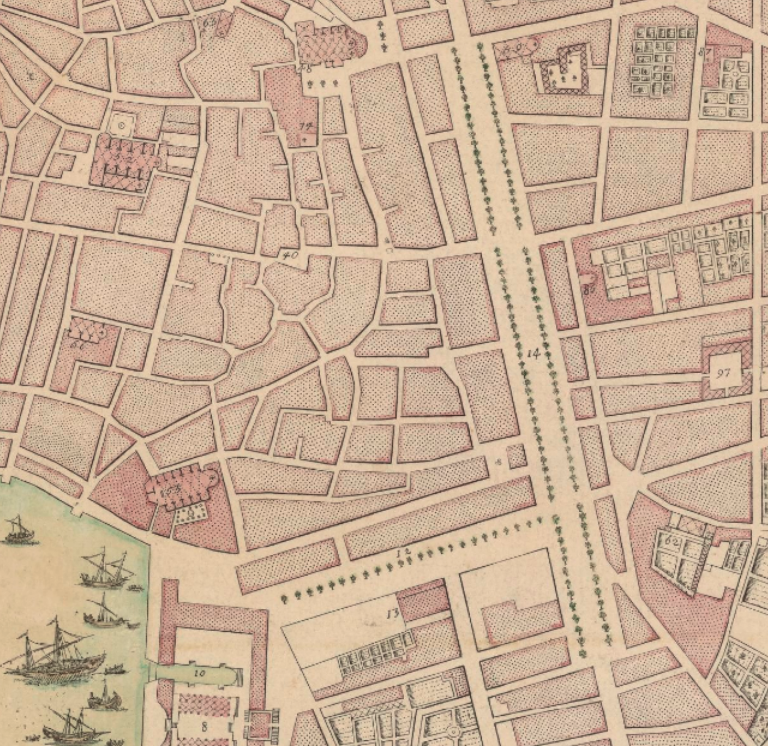
Extrait du plan geometral de la ville citadelles port et arcenaux de Marseille dressé par Joseph Razaud (ingénieur militaire, cartographe), 1743 (n°14ː le Cours, n°12 la Canebière)

Le Grand Cours, artère majeure de l'agrandissement de Marseille prescrit par Louis XIV (lettres patentes du 16 juin 1666), est créé en 1670. Il se situe entre la vieille ville et les faubourg des Roubauds et des Oliers qui connaissement un début d'urbanisation, sur un  glacis militaire à l’est du rempart voués à la démolition. Cet espace, dit Lou grand Caire (le grand côté) est déjà un lieu de promenade agrémenté de fontaines et, d’arbres d’ornement,.
Le modèle du cours, élément caractéristique de la ville baroque italienne est introduit en France sous Marie de Médicis. Le terme italien corso vient d’une voie de la Rome Antique lieu de flânerie et de divertissements. Le cours à carrosses, large avenue hors les murs, est d’abord réservé aux nobles et à la bonne société qui s’y montrent en tenue d’apparat puis devient un lieu de processions, de foires et de marchés. Il est plantés d’arbres : marronniers, micocouliers, mûriers ou ormeaux, alors que ceux-ci sont absents à l’intérieur des remparts. Dix ans avant Marseille Aix-en-Provence est la première ville française, après Paris, à se doter d’un cours à l'emplacement de son rempart sud. Les deux promenades assurent l'articulation entre vieille ville et nouveaux quartiers, mais le cours marseillais diffère de l'aixois par la régularité de ses façades dont l’ordonnancement parait inspirée par les palais italiens, en particulier ceux de la strada Nuova de Gênes,,.

### L'influence de Pierre Puget
En 1667, alors qu’il travaille à Gênes le sculpteur, dessinateur, peintre et architecte marseillais Pierre Puget reçoit des échevins marseillais la commande des plans d’extension de la ville. De toutes ses propositions, dont une place royale qui aurait dû se  situer entre l’extrémité sud du cours et l’arsenal des galères, seul le Cours est réalisé, par son frère Gaspard Puget et par Mathieu Portal, maîtres-maçon et architectes, mais dans des dimensions réduites par rapport au projet initial jugé trop coûteux. Le principe du cours à carrosses est même un temps refusé par Nicolas Arnoul, membre de la commission chargée par Louis XIV de gérer les travaux dans l’agrandissement, partisan d’une simple voie permettant de traverser la ville nouvelle de la porte Royale à la porte de Rome,.

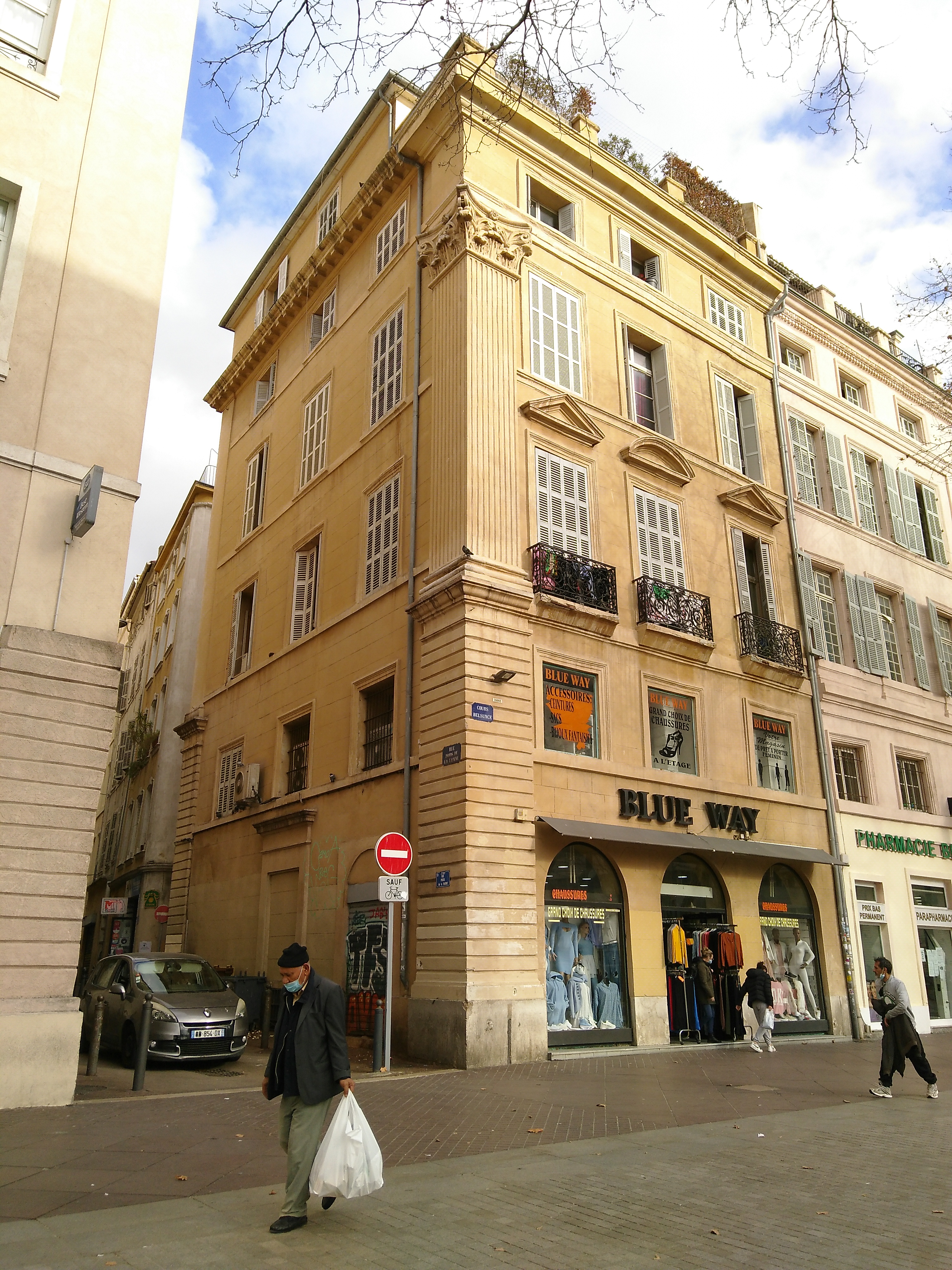
Exemple de modénature imposée sur le Cours au XVIIe siècle

La part de Pierre Puget dans réalisation du cours fait débat, il semble que certains de ses biographes l’aient exagérée, peut-être du fait d'une confusion entre les deux frères Puget. Mais le père Joseph Bougerel, son premier biographe au milieu du XVIIIe siècle, qui a vu des dessins de Pierre Puget perdus depuis, témoigne de son influence. Il écrit : « Puget se rendit à Marseille, où il fut employé pour donner des dessins de l’embellissement du Cours… Il donna à l’architecte l’ordre que tous les particuliers devaient suivre pour la régularité de l’architecture en six feuilles de grand papier. Le Cours de Marseille, quelque beau qu’il soit, l’aurait été encore davantage si l’on avait suivi exactement son dessin… Il voulait que l’on donnât plus de largeur et de longueur à ce Cours qu’on ne lui en a donné ; qu’à chaque île on fît une belle porte cochère à la maison du milieu ; ce qui…  aurait fait croire aux étrangers que c’étaient tout autant de palais magnifiques. ».

### L'architecture du cours

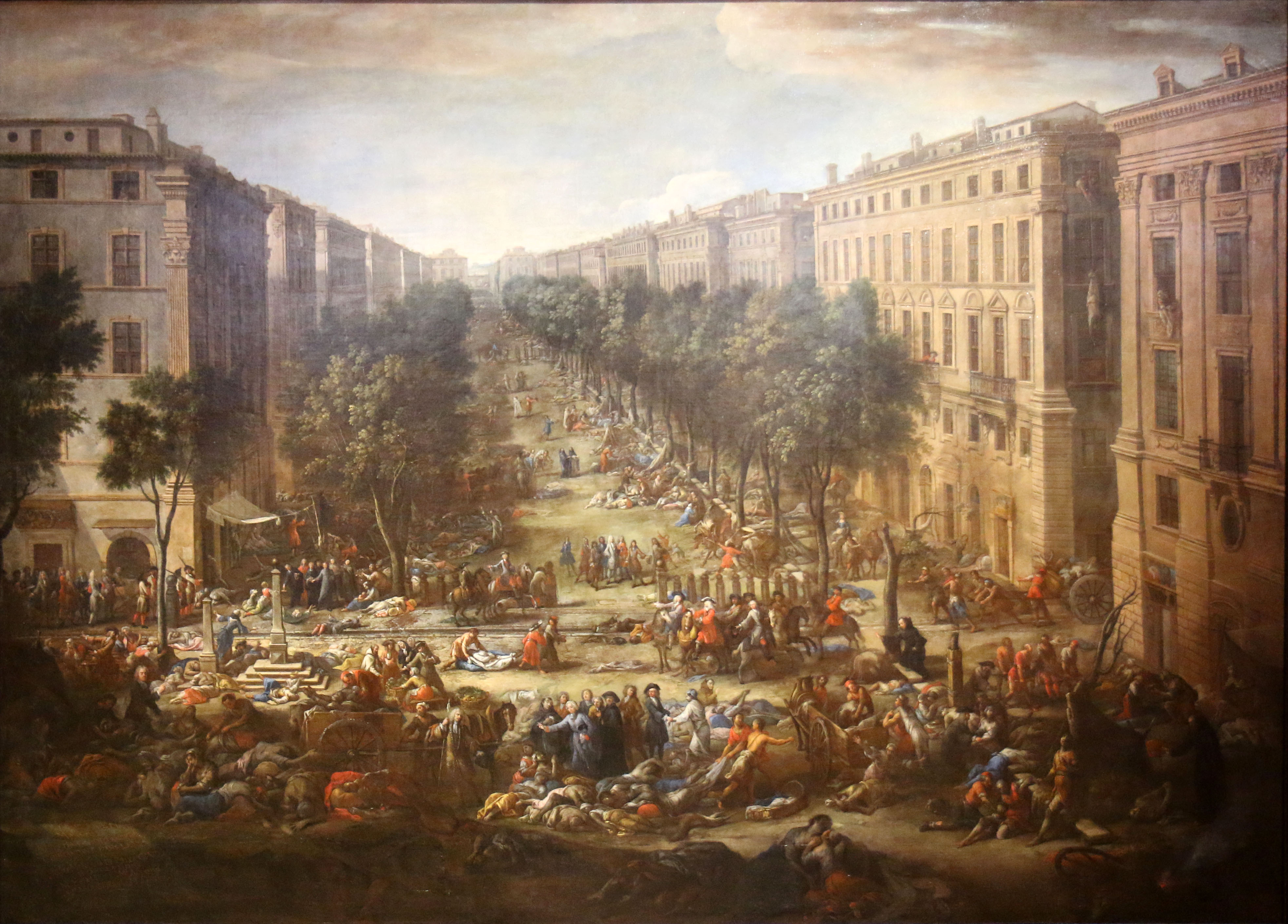
Vue du Cours pendant la peste de 1720, tableau de Michel Serre

Le Cours est l’une des premières réalisations de l'agrandissement. Les immeubles sont pour l’essentiel construits entre 1670 et 1685 selon un modèle imposé par le Bureau de l'agrandissement : soubassement avec entresol, deux étages encadrés par des pilastres, attique sous un entablement débordant, pierre de taille des carrières de la Couronne, balcons en ferronnerie, mascarons. Les portes peuvent être ornées de cariatides ou d'atlantes comme celle de l’hôtel Pesciolini, un des seuls exemples qui ait résisté au temps, inscrite aux monuments historiques en 1929. La continuité des toitures veut donner l'impression d'une grandiose suite de palais, bien que, derrière les façades, les immeubles soient plus proches de la maison de rapport, avec des boutiques au rez-de-chaussée, que des prestigieux hôtels particuliers du cours à carrosses d'Aix-en-Provence,,.
Le tableau de Michel Serre : Vue du Cours pendant la peste de 1720, permet de se représenter l'imposante perspective du cours, exemple exceptionnel d'urbanisme baroque, dont l'historien Antoine de Ruffi a écrit à la fin du XVIIe siècle qu'elle fait de Marseille « l'une des belles villes du Royaume ».

### La promenade
La promenade occupe le terre-plein central, le charroi passant par les deux allées latérales le long des immeubles. Des arbres d’alignement marquent la longue perspective, d’abord des micocouliers, puis de mûriers plantés en 1700, des ormeaux en 1756 et des platanes en 1840. C’est l’un des seuls endroit de Marseille où l’on puisse se mettre à l’ombre note un voyageur à la fin du XVIIe siècle. Dès 1686 la Ville fait installer sur les côtés des bancs de pierre. Contrairement au cours d’Aix-en-Provence pourvu de nombreuses fontaines, le cours marseillais n’en a que deux : la fontaine Saint-Louis au niveau de la Canebière, et, près de la rue Tapis-Vert, une fontaine plus monumentale avec cinquante jets d’eau, dite « fontaine des Méduses » probablement à cause de la présence de sculptures de méduses crachant de l'eau. En 1726 la Ville fait construire de chaque côté de celle-ci des abreuvoirs de marbre sculptés par Marchetti (ou Marquetti) que l’on continue à nommer « Méduses » après la suppression de la fontaine centrale. En 1846 les Méduses et la fontaine Saint-Louis sont remplacées par deux bassins octogonaux dotés de vasques en fonte portées par des dauphins, dont le dessin est dû à l’architecte Pascal Coste,.

### Le cours de la fin du XVIIe siècle aux années 1830
Le cours est tout au long du XVIIIe siècle le lieu de visibilité mondaine le plus apprécié des Marseillais. Les classes populaires occupent le Petit Cours au nord de l’axe Grand Rue-rue Tapis Vert, alors que les « gens comme il faut » investissent le Grand Cours Jusqu’à la rue Noailles. Les gravures du XVIIIe siècle le représentent « peuplé de belles dames et de gentilshommes ». Selon Augustin Fabre, « Les soirs d’été les promeneurs y viennent en foule. On y venait pour voir et être vu. C'était le rendez-vous des beaux personnages à l'habit brodé, un imperceptible chapeau à claque sous le bras, une épée battant les hanches... Les dames y faisait l'étalage de leurs toilettes... L'étiquette y conduisait le monde élégant, depuis le jour de la Fête-Dieu jusques au 15 septembre. Le lendemain, il n'était plus permis de s'y présenter. ».
C'est également le lieu des entrées triomphales depuis la porte Royale (porte d’Aix), des parades, des cérémonies publiques et des processions vers la collégiale Saint-Martin. Le 1er novembre 1720, durant l’épidémie de peste, Mgr Belsunce y célèbre la messe. Au même endroit, le 29 juin 1821, une autre messe y commémore le centenaire de la fin de l’épidémie. Pendant la Révolution, le 14 juillet 1790, un autel consacré à la Patrie est dressé lors de la fête de la Fédération, à l'angle du Grand Cours et de la Canebière, des messes y sont célébrées ainsi que des serments d'obéissance aux lois[réf. souhaitée]. C’est à ce même carrefour qu’ont lieu les exécutions capitales, et que les condamnés sont exposés au pilori.
Les cafés sont nombreux sur le cours, le public s’y réparti selon son rang social et ses opinions politiques. Bonapartistes, royalistes et républicains ont chacun le leur et se défient volontiers en pleine rue,.
Plus vaste espace public de la cité, le cours est également un lieu de commerce. Le marché s'y tient tous les matins. De nombreux commerces de détail, représentés sur le Plan Lavastre exposé au Musée d’histoire de Marseille, occupent les rez-de-chaussée des immeubles. La promenade accueille les deux grandes foires traditionnelles de la cité : la foire de la Saint-Jean à la fin du mois de juin, et la foire de Saint-Lazare, du 31 août au 15 septembre. Cette dernière, dont les baraques débordent sur la Canebière, s’y tient de 1747 à 1839, avec un passage par les allées de Meilhan de 1789 à 1801. Au début du XIXe siècle s’y ajoute à Noël la foire aux santons, transférée en 1886 aux allées de Meilhan,.

### Mutations urbaines et déclin du cours au long du XIXe siècle
De la monarchie de Juillet au Second Empire l'essor économique et le développement urbain de Marseille modifient profondément les fonctions du cours. La bourgeoisie marseillaise se déplace vers de nouveaux lieux à la mode : les grands cafés de la rue Beauveau puis de la Canebière, les riches demeures du boulevard Longchamp, du cours Bourbon puis de la promenade du Prado. Proche du nouveau port marchand de la Joliette ouvert en 1853, et de la gare Saint-Charles mise en service en 1848 le « quartier Belsunce » voit arriver une population plus modeste. Si le cours perd de son prestige il n’en reste pas moins un lieu central et commercial, dont l’animation est décrite par le voyageur Stendhal en 1837, et par le marseillais Horace Bertin en 1874 et 1877,,.

### 1891: la promenade cède la place à une voie de circulation
Le trafic est intense sur les deux étroites voies charretières de part et d’autre de la promenade, constamment encombrées de charrettes, de diligences, de transports en tout genre péniblement tirés par des chevaux,. Au long du XIXe siècle le transfert de cette circulation sur le large terre-plein central au détriment de la promenade devient objet de controverses. Le principe en est voté en 1839 par le Conseil municipal sur proposition d'Augustin Fabre. Selon Fabre répondant à ceux qui sont d’avis que « le Conseil doit respecter ce qu'ont fait nos pères », « il faut tenir compte des changements  considérables qui se sont opérés autour de nous. À l'époque où le Cours fut fait en vertu des lettres patentes de 1666, cette promenade était la seule à Marseille. Le charroi n'existait pas... aujourd’hui, aurait-on la malheureuse idée de laisser au milieu un grand espace libre pour les promeneurs qui ne sont le plus souvent que des oisifs, et de donner à l'incessante circulation des voitures et des charrettes deux voies latérales fort étroites et fort encombrées ? ». Mais en 1840, sur avis du Ministère des travaux publics, le Conseil municipal revient sur cette décision à laquelle s’opposent aussi les propriétaires des maisons du cours.
En 1861 le projet est toujours en débat. Le journaliste Henri Verne, qui pourtant dans ses articles multiplie les propositions de percement et d’élargissement des voies marseillaises, plaide pour conserver « au peuple sa promenade favorite ». « Que partout ailleurs on veuille livrer aux voitures l'allée centrale de nos boulevards, nous y consentons volontiers, mais nous déplorerions… l'application de cette mesure au cours Belsunce. Sans parler de cette magnifique plantation à laquelle il faudrait porter atteinte, n'est-il pas évident que cette promenade si fréquentée, deviendrait inaccessible le jour où elle se trouverait interrompue... par des rues toujours sillonnées de voitures… C'est en outre, la promenade spéciale et comme la bourse du peuple, et c'est ce qui nous la rend plus sacrée. Chaque jour, les ouvriers sans travail, s'y donnent rendez-vous, ainsi que les patrons et les chefs de chantier. ».
En 1891, après l’ouverture de la rue Colbert, dernière percée haussmannienne marseillaise, une voie carrossable remplace finalement la promenade. Les monuments occupant son axe central sont enlevés : les fontaines sont déplacées l’une place de la Joliette et l’autre place de Strasbourg, la statue de Mgr Belsunce devant l’Évêché puis devant la Cathédrale. Le cours Belsunce devient l’une des principales artères de la ville, lieu de passage obligé. En 1892 il accueille le terminus de la ligne de tramway Belsunce-Saint-Louis, première ligne électrique à Marseille et en France, qui dessert le nord industriel et ouvrier de Marseille,.

### XIXeetXXesiècles: effacement progressif de la perspective monumentale

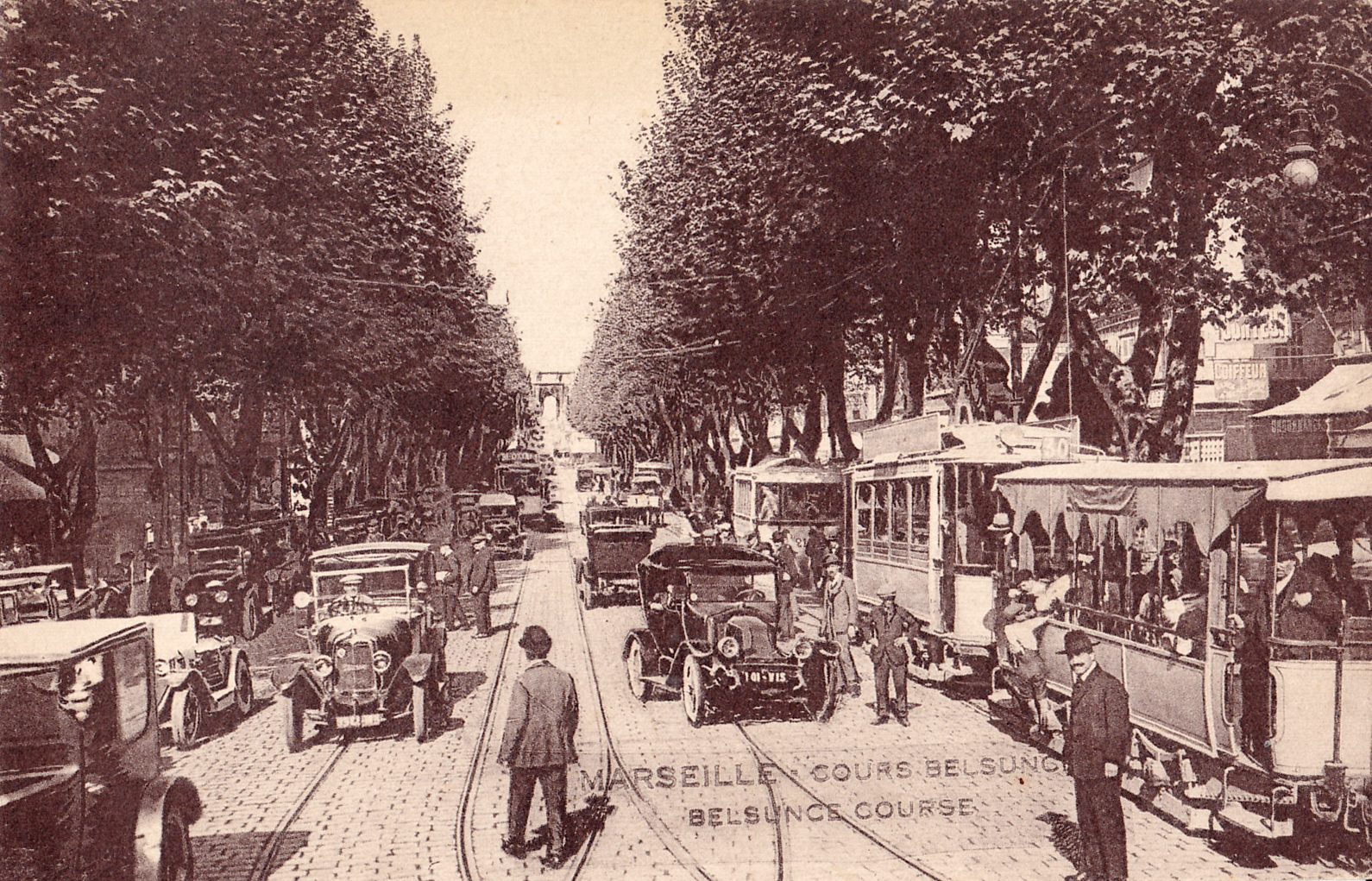
Tramway sur le cours en 1920

À partir du XIXe siècle l’architecture du cours subit des remaniements et des destructions, et perd son unité architecturale. Les propriétés de la communauté religieuse de Saint-Hommebon, à l‘angle nord-est du cours, sont vendues en 1792 comme biens nationaux. Une auberge pour les rouliers et un bureau de voitures publiques à destination d’Aix-en-Provence s’y implantent avant que ne s’y construise vers 1850 le théâtre de l’Alcazar. Le percement de la rue Colbert à partir de 1884 détruit le monumental immeuble édifié à la fin du XVIIe siècle sur l’îlot nord-ouest ainsi que, en fond de perspective, l’immeuble faisant pendant à l’hôtel Pesciolini dans l'axe de la rue d'Aix. Si l'est du cours conserve son alignement ce n’est pas le cas sur l'autre rive qui va subir de plus en plus de discontinuité. Dans le contexte de la démolition du quartier dit « derrière la Bourse », décidée en 1911, la plupart des immeubles subsistant y disparaissent entre 1936 et 1939. Sur les lieux de ces démolitions, terrains vagues en plein centre ville durant pendant trente ans, les plans esquissés par l'architecte Gaston Castel avant la guerre de 1939-1945 aboutissent en 1958-1962 à la construction des « Tours Labourdette ». Enfin le dernier témoin subsistant sur cette rive ouest du cours, entre la Canebière et la rue des Fabres, est remplacé en 1963 par un immeuble de facture contemporaine,,.

## Bâtiments remarquables et lieux de mémoire
Au carrefour de la Canebière et des cours Saint-Louis et Belsunce, se trouve le point géodésique zéro de Marseille permettant le calcul de la distance de Marseille à Paris, ainsi que le numérotage des immeubles, établi en 1927.

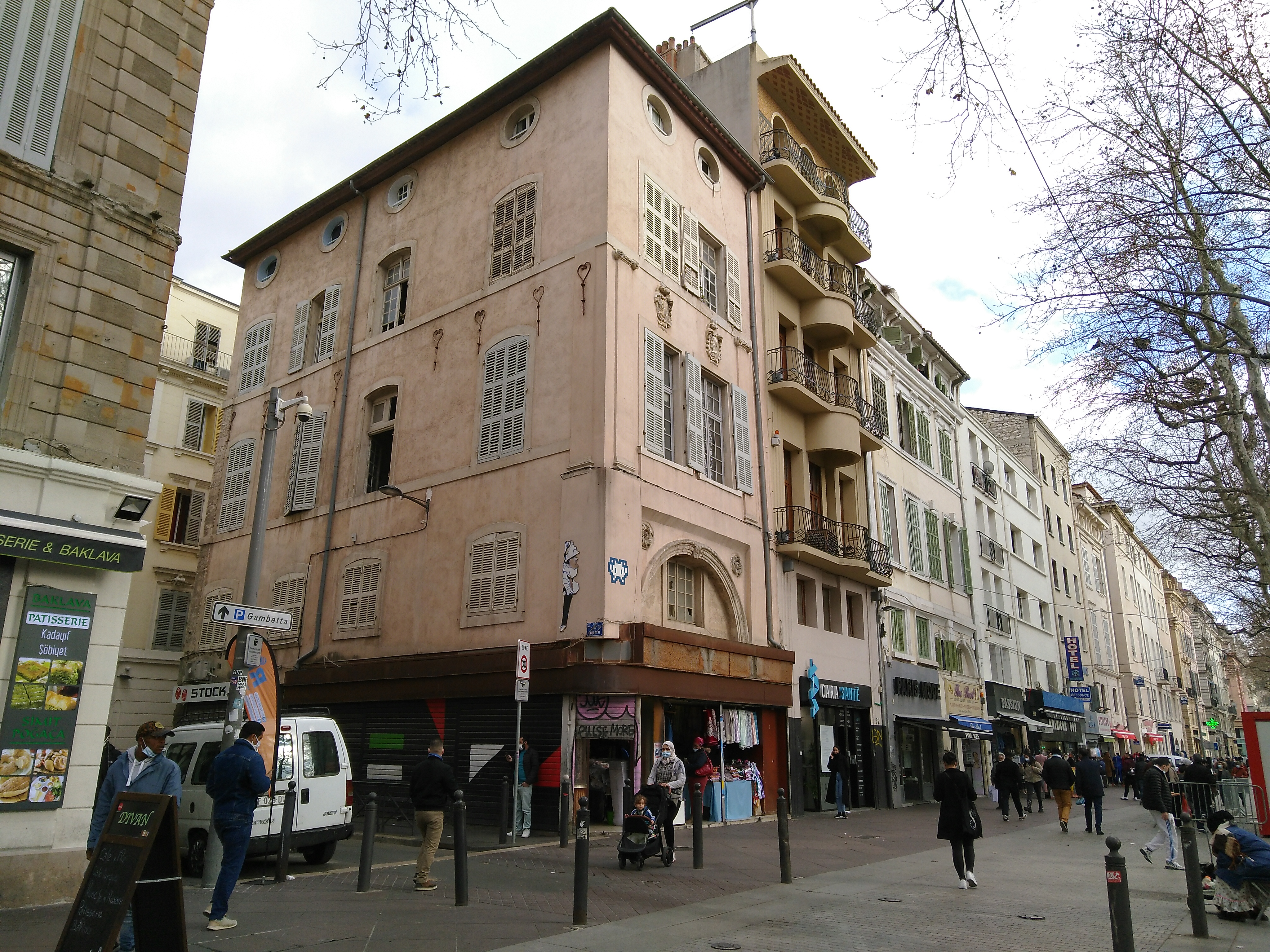
La maison aux deux médaillons, angle cours Belsunce / rue Tapis-vert

Située à l’angle de la rue Tapis-vert, la Maison aux deux médaillons date de 1670. Les deux fenêtres du premier étage sont surmontées chacune d’un médaillon avec les portraits d’un homme et d’une femme, probablement les constructeurs-propriétaires de l'immeuble.

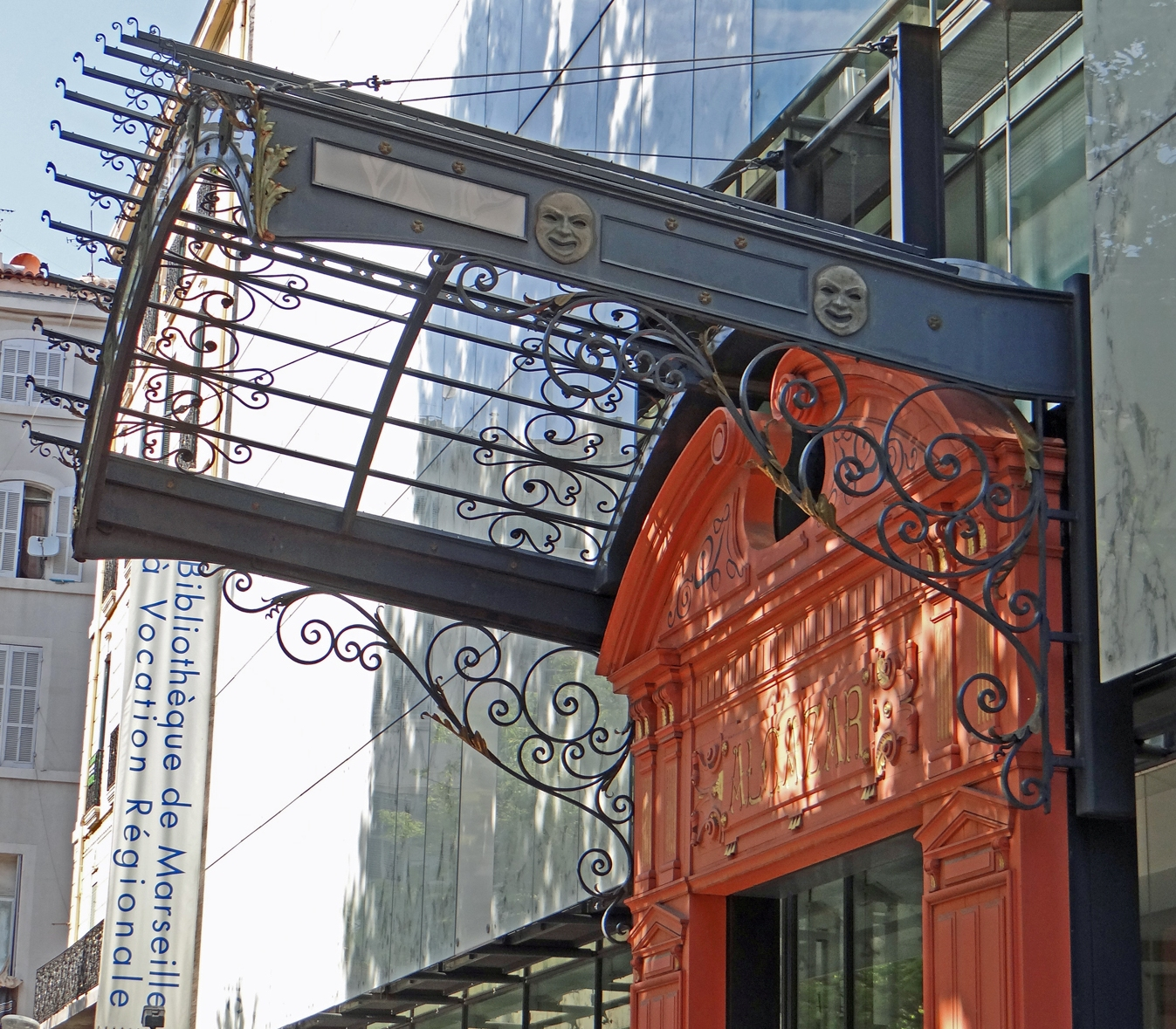
L’entrée de la bibliothèque a conservé la marquise et la porte de l'ancien théâtre de l'Alcazar

La bibliothèque municipale à vocation régionale, dite bibliothèque de l'Alcazar, est construite sur l’emplacement de l'ancien théâtre l'Alcazar. Elle a ouvert se portes au public le 30 mars 2004.
Sur la rive ouest du cours, les Immeubles de la Bourse et les Tours Labourdettes, ensemble construit en 1958-1962 par les architectes Jacques Henri-Labourdette et Roger Boileau, et l’ingénieur Jean-Louis Sarf. En 2002 l’opposition à un projet d’agrandissement du centre commercial mitoyen est à l’origine de l’association « Les Labourdettes » créée par des habitants des tours afin de valoriser cet exemple d’architecture moderne de la seconde partie du XXe siècle. Les immeubles ont reçu en 2006 le label patrimoine XXe.
Le Centre Bourse, centre commercial construit à partir de 1967, dispose de deux entrées sur le cours. Il accueille également le Musée d'histoire de Marseille.
Sur l’immeuble à l’angle de la rue des Fabres une plaque en son honneur de rappelle qu’« Ici a vécu Julie Pellizzone (Marseille 1768-1837 mémorialiste de Marseille ».

### Musique
Chanson en rapport avec ce quartier du centre-ville marseillais :
- "Belsunce Breakdown" de Bouga sur la B.O.F "Comme un aimant", où le rappeur décrit la vie du quartier. Sortie en 2000, elle reste toutefois encore d'actualité.